# إبراهيم باشا مصرلي زاده
إبراهيم باشا مصرلي زاده (بالتركية: Mısırlızade İbrahim Paşa)‏ هو سياسي عثماني، تولى منصب قبطان باشا.

## مناصبه
تولى المناصب التالية:
- قبطان باشا (1685–1688)
- قبطان باشا (1690–1691)